# Kozojedy (Észak-plzeňi járás)
Kozojedy település Csehországban, a Észak-plzeňi járásban. Kozojedy Výrov, Němčovice, Dolní Hradiště, Dobříč, Koryta, Kopidlo, Kožlany, Bohy, Kočín, Bujesily és Liblín településekkel határos. Lakosainak száma 627 fő (2024. január 1.).

## Népesség
A település lakosságának változását az alábbi diagram mutatja:
| Lakosok száma | 1101 | 1016 | 1059 | 736  | 623  | 621  | 577  | 585  | 593  | 627  |
|               | 1869 | 1890 | 1921 | 1950 | 1980 | 2001 | 2017 | 2019 | 2022 | 2024 |